# Robert Renan
Robert Renan Alves Barbosa dit Robert Renan, né le 11 octobre 2003 à Brasilia au Brésil, est un footballeur international brésilien qui évolue au poste de défenseur central à Al-Shabab FC, en prêt du Zénith Saint-Pétersbourg.

## Biographie

### En club
Né à Brasilia au Brésil, Robert Renan est notamment formé par le Grêmio Novorizontino avant de rejoindre en 2019 le SC Corinthians pour poursuivre sa formation, intégrant l'équipe des moins de 17 ans du club. Le 23 décembre 2021, il prolonge son contrat avec Corinthians jusqu'en décembre 2024.
Renan fait sa première apparition en professionnel le 21 avril 2022, lors d'une rencontre de coupe du Brésil face à l'Associação Atlética Portuguesa. Il est titularisé et les deux équipes se neutralisent (1-1 score final). Alors qu'il n'a pas encore beaucoup joué avec l'équipe première, il est déjà observé en juin 2022 par plusieurs clubs anglais. Renan joue son premier match en première division brésilienne le 26 juin 2022 face au Santos FC. Il est titularisé et les deux équipes se séparent sur un score de zéro à zéro. Jouant de plus en plus souvent avec l'équipe première en fin d'année, il reçoit notamment les éloges de son entraîneur Vítor Pereira, qui loue ses qualités balle au pied, sa rapidité et lui voit un bel avenir.

### En sélection
Le 17 novembre 2022, Robert Renan fait sa première apparition avec l'équipe du Brésil des moins de 20 ans, lors d'un match amical face au Chili. Il est titularisé et son équipe s'incline par trois buts à zéro.
En mars 2023, Robert Renan est convoqué pour la première fois avec l'équipe nationale du brésil par le sélectionneur Ramon Menezes. Il ne joue toutefois aucun match lors de ce rassemblement.
Le 7 septembre 2023, Robert Renan joue son premier match avec l'équipe du Brésil des moins de 23 ans contre le Maroc. Il est titularisé et son équipe s'incline par un but à zéro.

## Palmarès
Zénith Saint-Pétersbourg
- Champion de Russie en 2023.